# Eustacesia
Eustacesia is een monotypisch geslacht van spinnen uit de  familie van de wielwebspinnen (Araneidae).

## Soort
- Eustacesia albonotata Caporiacco, 1954